# Polonia Bydgoszcz (żużel)

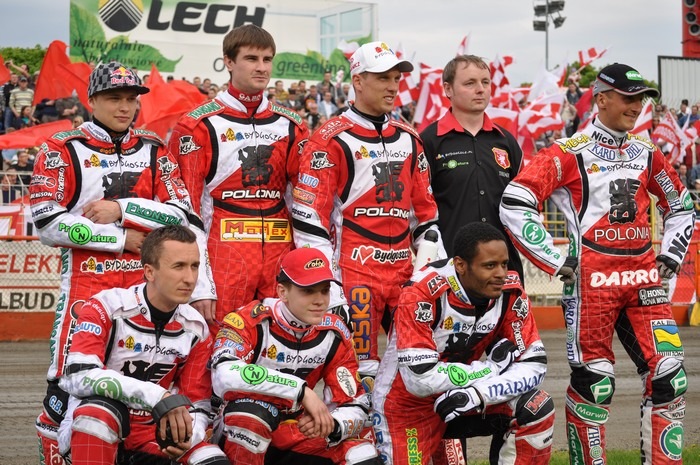
Zawodnicy Polonii Bydgoszcz w 2010 roku

Polonia Bydgoszcz (występuje pod nazwą Abramczyk Polonia Bydgoszcz) – polski klub żużlowy z siedzibą w Bydgoszczy. 7-krotny drużynowy mistrz Polski.
Klub jest kontynuatorem tradycji Klubu Sportowego „Polonia”, który powstał 14 maja 1920 roku, a po II wojnie światowej został reaktywowany w 1945 roku.
Sekcja motocyklowa w Bydgoskim Klubie Sportowym „Polonia” powstała 22 maja 1946 roku. W 1949 roku sekcje BKS-u i cały ich majątek wraz z częścią zawodników przekazano Zrzeszeniu Sportowemu „Gwardia”. Było to efektem dekretu wydanego przez władze państwowe na przełomie 1948 i 1949 roku, który mówił o przystąpieniu klubów sportowych do zrzeszeń. Zarząd Polonii zmuszony był rozwiązać klub, co nastąpiło w lutym 1949 roku.
24 maja 1957 na fali popaździernikowej odwilży władze zezwoliły na reaktywację Polonii, pod warunkiem fuzji z Gwardią. Klub przemianowano wówczas na Milicyjny Klub Sportowy „Polonia”. Funkcjonował on jako milicyjny do 1990 roku, natomiast do końca sezonu 2003 działał jako jedna z sekcji wielosekcyjnego BKS „Polonia”, który następnie został rozwiązany.
20 października 2003 roku powstało Bydgoskie Towarzystwo Żużlowe „Polonia”, które startowało w lidze w latach 2004–2006, zajmując – za zgodą władz PZM, miejsce dotychczasowego klubu w najwyższej klasie rozgrywkowej. Od 2007 roku, po powstaniu ligi zawodowej, zgodnie z przepisami klub w najwyższej klasie rozgrywkowej musiał funkcjonować jako spółka akcyjna, w związku z czym BTŻ „Polonia” wraz z Miastem Bydgoszcz powołała 27 października 2006 roku spółkę Żużlowy Klub Sportowy „Polonia Bydgoszcz” S.A., która od sezonu 2007 występuje w rozgrywkach ligowych.

## Historia

### Czasy przed i powojenne
Polonia Bydgoszcz powstała jeszcze przed II wojną światową, 14 maja 1920 roku jako Klub Sportowy „Polonia”, bez posiadania do 1939 roku sekcji żużlowej. W międzywojennej Bydgoszczy istniały dwa kluby żużlowo-motocyklowe – Klub Motocyklistów Bydgoszcz powstały w 1925 roku oraz Klub Motocyklistów Związku Strzeleckiego. Pierwsze zawody żużlowe w grodzie nad Brdą odbyły się w 1930 roku. W 1935 roku mistrzem Polski został zawodnik miejscowego KMB Jan Witkowski. Po II wojnie światowej nie udało się reaktywować klubów przedwojennych, bowiem KMB był klubem „burżuazyjnym”, a Strzelec radykalnie prawicowym. Pomimo tego w Bydgoszczy cały czas funkcjonowali przedwojenni działacze i zawodnicy tamtych drużyn. Wówczas na pomysł kontynuacji przedwojennego KMB w ramach sekcji BKS „Polonia” wpadł działacz Polonii, Saturnin Wasilewski. Takim sposobem 22 maja 1946 roku przy BKS powstała sekcja żużlowa. W dość szybkim tempie uporano się z zarejestrowaniem maszyn i przyjęciem w poczet członków Polskiego Związku Motorowego. Z chwilą powstania sekcja liczyła 70 członków i działała na zasadach dużej autonomii. Również w 1946 roku w Bydgoszczy przy Milicyjnym Klubie Sportowym „Partyzant” powstała sekcja motocyklowo-żużlowa.

### Początki ligowych zmagań
W latach 1946–1947 Polonia potwierdzała świetną markę bydgoskiego żużla, jaką wyrobił sobie jeszcze przed wojną KMB. W 1947 roku złoty medal mistrzostw Polski w klasie 250 cm³ wywalczył zawodnik Polonii, Zygmunt Śmigiel. W lokalnej rywalizacji dwóch klubów żużlowych Polonia mocno zdystansowała Partyzanta, choć ten już w 1947 roku „podebrał” biało-czerwonym 4 zawodników (Szczurowskiego, Przybyłkę, Tomaszewskiego oraz Karaszewskiego). Nie może więc dziwić fakt, że gdy w 1948 roku Polski Związek Motorowy wytypował 16 najlepszych klubów żużlowych celem rozegrania eliminacji do I oraz II ligi, z Bydgoszczy wytypowano Polonię. W 1948 Polonia przystąpiła do eliminacji tworzenia ligi żużlowej. Na 16 zaproszonych przez PZM ekip, Polonia zajęła przedostatnią lokatę. 6 czerwca 1948 poloniści zadebiutowali więc w rozgrywkach II ligi żużlowej meczem w Bytomiu. W sezonie tym biało-czerwoni zajęli „na drugim froncie” trzecie miejsce za Polonią Bytom i RKM-em Rybnik.
Na przełomie 1948 i 1949 roku władze państwowe wydały dekret, który mówił o przystąpieniu klubów sportowych do zrzeszeń. Zarząd Polonii zmuszony był rozwiązać klub, co nastąpiło w lutym 1949 roku. Sekcje BKS-u i cały ich majątek z częścią zawodników przekazano Zrzeszeniu Sportowemu „Gwardia” (wcześniej MKS „Partyzant”). Od tego momentu barwy sportowców ze Sportowej to czerwony, biały i niebieski. Sezon 1949 gwardziści rozpoczęli od barażu o prawo startu w I lidze, jednak nie ułożył się on po myśli bydgoszczan. W rozgrywkach ligowych Gwardia zajęła pierwsze miejsce, co oznaczało awans do I ligi. Tymczasem z powodu braków sprzętowych zarządzono konieczność rozegrania barażu. Drugoligowcy ścigali się na sprzęcie amatorskim, więc obiecano dostarczyć wszystkim zespołom równy sprzęt, mimo to gwardziści odmówili startu, ponieważ motocykle dostarczono im dopiero w dniu zawodów.

### I Liga (Ekstraliga)
Po czterech kolejkach sezonu 1950 Gwardia oraz Włókniarz Częstochowa lideruje tabeli, lecz rozgrywek nie dokończono. Na najwyższym partyjnym szczeblu zapadła decyzja, aby sportowa aktywność w kraju miała formę zrzeszeń sportowych. Poza bydgoszczanami chęć do reprezentowania milicji wyrazili rzeszowianie i poznaniacy. O tym, który klub przystąpi do rozgrywek w lidze zrzeszeniowej zadecydował trójmecz rozegrany 23 kwietnia 1951 roku w Rzeszowie. Bydgoski klub reprezentowali: Józef Buda oraz pozyskani z Torunia Zbigniew Raniszewski i Roman Zakrzewski. Bydgosko-toruńska ekipa zwyciężyła w zawodach i zapewniła bydgoskiej Gwardii miejsce w najwyższej klasie rozgrywkowej. W sezonie 1951 siłę bydgoszczan mieli stanowić ponadto Bolesław Bonin i Feliks Błajda, a także pozyskani z innych milicyjnych ośrodków: Eugeniusz Nazimek, Kazimierz Kurek i Zygmunt Garyantosiewicz. Debiutancki sezon w I lidze Gwardia zakończyła na drugim miejscu, zdobywając srebrne medale mistrzostw Polski. Kolejny sezon drużyna zakończyła tuż za podium, na czwartym miejscu. W półfinale gwardziści przegrali z CWKS-em Wrocław. Natomiast mecz o 3. miejsce ze Spójnią Wrocław zakończył się walkowerem, gdyż zespół z Bydgoszczy nie przybył na zawody.
Przed sezonem 1953 Gwardię wzmocnili Jan Malinowski oraz Alfred Spyra. Zaowocowało to drugim w historii klubu wicemistrzostwem. Natomiast rok później bydgoszczanie uplasowali się na czwartym miejscu. Na sezon 1955 zespół wzmocnili bracia Rajmund i Norbert Świtałowie, a także indywidualny mistrz Polski, Mieczysław Połukard. Tymczasem w związku z likwidacją ligi zrzeszeniowej do Stali Rzeszów przeniósł się Eugeniusz Nazimek. Gwardia dopięła jednak swego i zdobyła swój pierwszy tytuł DMP. W sezonie 1956 zawodnicy wywalczyli brązowe medale, jednak sezon ten przyćmił tragiczny wypadek Zbigniewa Raniszewskiego. Pozyskany z Torunia zawodnik zginął 21 kwietnia w Wiedniu podczas meczu międzypaństwowego.
W maju 1957 klub przemianowano na Milicyjny Klub Sportowy „Polonia”. Pozostał on jednak przy czerwono-biało-niebieskich barwach. Żużlowcy sezon zakończyli drugi raz z rzędu na 3. miejscu.
Klub jako milicyjny funkcjonował do 1990 roku. Jednakże nazwa „Gwardia” już w 1957 przestała funkcjonować i od tamtego roku, aż po dziś nosi nazwę „Polonia”. Warte jest jednak podkreślenie faktu, że Polonia działająca w ramach resortu milicyjnego z klubem działającym do 1949 roku nie miała zbyt wiele wspólnego.
W sezonie 2007 klub po raz pierwszy w historii spadł do I ligi. Polonia Bydgoszcz dotychczas walczyła 5-krotnie w barażach m.in. z Unią Leszno (1968), Stalą Toruń (1973, 1975), Motorem Lublin (1981) oraz GKM Grudziądz (1983). Z każdego dwumeczu wychodziła zwycięsko. W 2008 roku Polonia wygrała rozgrywki I ligi i powróciła do Ekstraligi, jednak dwa lata później po raz drugi w historii spadła do I ligi. W ciągu ponad pół wieku jeżdżenia w najwyższej klasie rozgrywkowej Polonia zdobyła 25 medali DMP, z czego 7 złotych, 7 srebrnych oraz 11 brązowych. Tytuł mistrza Polski udało jej się tylko raz obronić w latach 1997-1998. Bydgoski zespół w ciągu tych wszystkich lat rozegrał 928 meczów, wygrywając 484, remisując 28 oraz przegrywając 416. Łącznie w rozgrywkach ekstraligi zdobył 1002 punkty – jest to rekord polskiego żużla.

## Poszczególne sezony
| Sezon  | Rozgrywki ligowe | Rozgrywki ligowe | Rozgrywki ligowe | Rozgrywki ligowe | Uwagi                                                      |
| Sezon  | Liga             | Liga             | Miejsce          | Miejsce          | Uwagi                                                      |
| ------ | ---------------- | ---------------- | ---------------- | ---------------- | ---------------------------------------------------------- |
| 1948   | Eliminacje       | Eliminacje       | 15/16            | 15/16            | Kwalifikacja do II ligi                                    |
| 1948   | II               | II liga          | 3/9              | 3/9              | 3. miejsce w turnieju barażowym o awans                    |
| 1949   | II               | II liga          | 1/9              | 1/9              | Brak awansu – zarządzono baraże                            |
| 1949   | II               | II liga          | 1/9              | 1/9              | Odmowa startu w turnieju barażowym o awans                 |
| 1950   | II               | II liga          | 1/8              | 1/8              | Brak jednoznacznych źródeł nt. rozstrzygnięć ws. awansu    |
| 1950   | II               | II liga          | 1/8              | 1/8              | Przydział do ligi „zrzeszeniowej”                          |
| 1950   | II               | II liga          | 1/8              | 1/8              | Brak przydziału – zarządzono baraż pomiędzy „gwardzistami” |
| 1950   | II               | II liga          | 1/8              | 1/8              | 1. miejsce w turnieju barażowym „gwardzistów” o przydział  |
| 1951   | I                | Liga             | 2/10             | 2/10             |                                                            |
| 1952   | I                | Liga             | 4/10             | 4/10             |                                                            |
| 1953   | I                | Liga             | 2/10             | 2/10             |                                                            |
| 1954   | I                | Liga             | 4/10             | 4/10             |                                                            |
| 1955   | I                | I liga           | 1/6              | 1/6              |                                                            |
| 1956   | I                | I liga           | 3/8              | 3/8              |                                                            |
| 1957   | I                | I liga           | 3/8              | 3/8              |                                                            |
| 1958   | I                | I liga           | 5/8              | 5/8              |                                                            |
| 1959   | I                | I liga           | 4/8              | 4/8              |                                                            |
| 1960   | I                | I liga           | 3/8              | 3/8              |                                                            |
| 1961   | I                | I liga           | 3/8              | 3/8              |                                                            |
| 1962   | I                | I liga           | 4/8              | 4/8              |                                                            |
| 1963   | I                | I liga           | 8/8              | 4/8              |                                                            |
| 1964   | I                | I liga           | 3/8              | 4/8              |                                                            |
| 1965   | I                | I liga           | 7/8              | 6/8              |                                                            |
| 1966   | I                | I liga           | 6/8              | 6/8              |                                                            |
| 1967   | I                | I liga           | 7/8              | 7/8              |                                                            |
| 1968   | I                | I liga           | 5/8              | 7/8              | Wygrane baraże o utrzymanie                                |
| 1969   | I                | I liga           | 4/8              | 4/8              |                                                            |
| 1970   | I                | I liga           | 4/8              | 4/8              |                                                            |
| 1971   | I                | I liga           | 1/8              | 1/8              |                                                            |
| 1972   | I                | I liga           | 2/8              | 2/8              |                                                            |
| 1973   | I                | I liga           | 7/8              | 7/8              | Wygrane baraże o utrzymanie                                |
| 1974   | I                | I liga           | 5/8              | 5/8              |                                                            |
| 1975   | I                | I liga           | 7/8              | 7/8              | Wygrane baraże o utrzymanie                                |
| 1976   | I                | I liga           | 5/10             | 5/10             |                                                            |
| 1977   | I                | I liga           | 4/10             | 4/10             |                                                            |
| 1978   | I                | I liga           | 5/10             | 5/10             |                                                            |
| 1979   | I                | I liga           | 8/10             | 8/10             |                                                            |
| 1980   | I                | I liga           | 5/10             | 5/10             |                                                            |
| 1981   | I                | I liga           | 9/10             | 9/10             | Wygrane baraże o utrzymanie                                |
| 1982   | I                | I liga           | 8/10             | 8/10             |                                                            |
| 1983   | I                | I liga           | 9/10             | 9/10             | Wygrane baraże o utrzymanie                                |
| 1984   | I                | I liga           | 8/10             | 8/10             |                                                            |
| 1985   | I                | I liga           | 4/10             | 4/10             |                                                            |
| 1986   | I                | I liga           | 2/10             | 2/10             |                                                            |
| 1987   | I                | I liga           | 2/10             | 2/10             |                                                            |
| 1988   | I                | I liga           | 3/10             | 3/10             |                                                            |
| 1989   | I                | I liga           | 7/10             | 7/10             |                                                            |
| 1990   | I                | I liga           | 3/8              | 3/8              |                                                            |
| 1991 1 | I                | I liga           | 5/8              | 5/8              |                                                            |
| 1991 1 | II               | II liga          | 7/12             | 7/12             |                                                            |
| 1992   | I                | I liga           | 1/10             | 1/10             |                                                            |
| 1993   | I                | I liga           | 2/10             | 2/10             |                                                            |
| 1994   | I                | I liga           | 8/10             | 8/10             |                                                            |
| 1995   | I                | I liga           | 3/10             | 3/10             |                                                            |
| 1996   | I                | I liga           | 6/10             | 6/10             |                                                            |
| 1997   | I                | I liga           | 1/10             | 1/10             |                                                            |
| 1998   | I                | I liga           | 1/10             | 1/10             |                                                            |
| 1999   | I                | I liga           | 4/10             | 4/10             |                                                            |
| 2000   | I                | Ekstraliga       | 1/8              | 1/8              |                                                            |
| 2001   | I                | Ekstraliga       | 3/8              | 3/8              |                                                            |
| 2002   | I                | Ekstraliga       | 1/8              | 1/8              |                                                            |
| 2003   | I                | Ekstraliga       | 3/8              | 3/8              |                                                            |
| 2004   | I                | Ekstraliga       | 6/8              | 6/8              |                                                            |
| 2005   | I                | Ekstraliga       | 2/8              | 2/8              |                                                            |
| 2006   | I                | Ekstraliga       | 3/8              | 3/8              |                                                            |
| 2007   | I                | Ekstraliga       | 8/8              | 8/8              |                                                            |
| 2008   | II               | I liga           | 1/8              | 1/8              |                                                            |
| 2009   | I                | Ekstraliga       | 4/8              | 4/8              |                                                            |
| 2010   | I                | Ekstraliga       | 8/8              | 8/8              |                                                            |
| 2011   | II               | I liga           | 1/8              | 1/8              |                                                            |
| 2012   | I                | Ekstraliga       | 6/10             | 6/10             |                                                            |
| 2013   | I                | Ekstraliga       | 9/10             | 9/10             |                                                            |
| 2014   | II               | I liga           | 5/8              | 5/8              |                                                            |
| 2015   | II               | I liga           | 4/7              | 4/7              |                                                            |
| 2016   | II               | I liga           | 8/11             | 8/11             |                                                            |
| 2017   | II               | I liga           | 8/8              | 8/8              |                                                            |
| 2018   | III              | II liga          | 6/7              | 6/7              |                                                            |
| 2019   | III              | II liga          | 1/7              | 1/7              |                                                            |
| 2020   | II               | I liga           | 7/8              | 7/8              |                                                            |
| 2021   | II               | I liga           | 5/8              | 5/8              |                                                            |
| 2022   | II               | I liga           | 3/8              | 3/8              |                                                            |
| 2023   | II               | I liga           | 3/8              | 3/8              |                                                            |
| 2024   | II               | 2. Ekstraliga    | 2/8              | 2/8              |                                                            |

| Poziom ligowy | Liczba sezonów | Sezony                                      |
| ------------- | -------------- | ------------------------------------------- |
| I             | 61             | 1951–2007, 2009–2010, 2012–2013             |
| II            | 14             | 1948–1950, 2008, 2011, 2014–2017, 2020–2024 |
| III           | 2              | 2018–2019                                   |

1 W 1991 r. w rozgrywkach ligowych występowała również druga drużyna.

## Osiągnięcia

### Krajowe
Poniższe zestawienia obejmują osiągnięcia klubu oraz indywidualne osiągnięcia zawodników w rozgrywkach pod egidą PZM, GKSŻ oraz Ekstraligi.

#### Mistrzostwa Polski
Drużynowe mistrzostwa Polski
- 1. miejsce (7): 1955, 1971, 1992, 1997, 1998, 2000, 2002
- 2. miejsce (7): 1951, 1953, 1972, 1986, 1987, 1993, 2005
- 3. miejsce (11): 1956, 1957, 1960, 1961, 1964, 1988, 1990, 1995, 2001, 2003, 2006

Młodzieżowe drużynowe mistrzostwa Polski
- 1. miejsce (2): 1989, 2011
- 2. miejsce (3): 1986, 1988, 1992
- 3. miejsce (4): 1978, 1987, 2002, 2024

Mistrzostwa Polski par klubowych
- 1. miejsce (11): 1974, 1990, 1991, 1993, 1994, 1995, 1996, 1997, 1999, 2000, 2002
- 2. miejsce (6): 1979, 1992, 1998, 2001, 2005, 2006
- 3. miejsce (2): 2010, 2019

Młodzieżowe mistrzostwa Polski par klubowych
- 1. miejsce (1): 1980
- 2. miejsce (5): 1985, 1986, 1987, 2006, 2012
- 3. miejsce (2): 1988, 2001

Indywidualne mistrzostwa Polski
- 1. miejsce (9):
  - 1947 – Zygmunt Śmigiel (kl. 250 cm³)
  - 1992 – Tomasz Gollob
  - 1993 – Tomasz Gollob
  - 1994 – Tomasz Gollob
  - 1995 – Tomasz Gollob
  - 1998 – Jacek Gollob
  - 1999 – Piotr Protasiewicz
  - 2001 – Tomasz Gollob
  - 2002 – Tomasz Gollob
- 2. miejsce (5):
  - 1953 – Bolesław Bonin
  - 1985 – Bolesław Proch
  - 1998 – Tomasz Gollob
  - 1999 – Tomasz Gollob
  - 2003 – Tomasz Gollob
- 3. miejsce (6):
  - 1951 – Zbigniew Raniszewski
  - 1955 – Zbigniew Raniszewski
  - 1972 – Henryk Glücklich
  - 1990 – Tomasz Gollob
  - 1997 – Tomasz Gollob
  - 2012 – Krzysztof Buczkowski

Młodzieżowe indywidualne mistrzostwa Polski
- 1. miejsce (9):
  - 1970 – Stanisław Kasa
  - 1976 – Wiesław Patynek
  - 1977 – Marek Ziarnik
  - 1978 – Wiesław Patynek
  - 1986 – Ryszard Dołomisiewicz
  - 1990 – Tomasz Gollob
  - 1991 – Tomasz Gollob
  - 1992 – Tomasz Gollob
  - 2014 – Szymon Woźniak
- 2. miejsce (2):
  - 1987 – Ryszard Dołomisiewicz
  - 2025 – Maksymilian Pawełczak
- 3. miejsce (3):
  - 1969 – Stanisław Kasa
  - 1976 – Kazimierz Ziarnik
  - 1988 – Jacek Gomólski

#### Pozostałe
Puchar PZM
- 2. miejsce (1): 1962
- 3. miejsce (3): 1970, 1972, 1973

Młodzieżowy Puchar PZM
- 1. miejsce (1): 1976
- 3. miejsce (2): 1975, 1977

Indywidualny Puchar Polski
- 2. miejsce (2):
  - 1987 – Ryszard Dołomisiewicz
  - 1988 – Ryszard Dołomisiewicz

Złoty Kask
- 1. miejsce (10):
  - 1981 – Bolesław Proch
  - 1992 – Tomasz Gollob
  - 1994 – Tomasz Gollob
  - 1995 – Tomasz Gollob
  - 1996 – Jacek Gollob
  - 1997 – Tomasz Gollob
  - 1998 – Jacek Gollob
  - 2000 – Tomasz Gollob
  - 2001 – Piotr Protasiewicz
  - 2002 – Tomasz Gollob
- 2. miejsce (4):
  - 1967 – Henryk Glücklich
  - 1972 – Henryk Glücklich
  - 1996 – Tomasz Gollob
  - 2002 – Jacek Gollob
- 3. miejsce (2):
  - 2002 – Piotr Protasiewicz
  - 2006 – Piotr Protasiewicz

Srebrny Kask
- 1. miejsce (6):
  - 1984 – Ryszard Dołomisiewicz
  - 1986 – Ryszard Dołomisiewicz
  - 1987 – Ryszard Dołomisiewicz
  - 1990 – Tomasz Gollob
  - 1992 – Tomasz Gollob
  - 2007 – Marcin Jędrzejewski
- 2. miejsce (2):
  - 1968 – Stanisław Kasa
  - 1988 – Waldemar Cieślewicz
- 3. miejsce (8):
  - 1966 – Henryk Glücklich
  - 1984 – Ryszard Gabrych
  - 1985 – Ryszard Dołomisiewicz
  - 1987 – Piotr Glücklich
  - 1988 – Jacek Gomólski
  - 2014 – Szymon Woźniak
  - 2022 – Wiktor Przyjemski
  - 2025 – Maksymilian Pawełczak

Brązowy Kask
- 1. miejsce (3):
  - 1984 – Ryszard Dołomisiewicz
  - 2002 – Robert Umiński
  - 2023 – Wiktor Przyjemski
- 2. miejsce (5):
  - 1985 – Ryszard Dołomisiewicz
  - 1988 – Jacek Woźniak
  - 1995 – Tomasz Poprawski
  - 1996 – Marcin Ryczek
  - 2000 – Krzysztof Słaboń
- 3. miejsce (4):
  - 1991 – Tomasz Kornacki
  - 1999 – Krzysztof Słaboń
  - 2005 – Marcin Jędrzejewski
  - 2006 – Marcin Jędrzejewski

Liga Juniorów
- 2. miejsce (1): 2010

Indywidualne mistrzostwa Ligi Juniorów
- 2. miejsce (1):
  - 2013 – Szymon Woźniak
- 3. miejsce (1):
  - 2012 – Mikołaj Curyło

### Międzynarodowe
Poniższe zestawienia obejmują osiągnięcia klubu oraz indywidualne osiągnięcia zawodników krajowych (w zawodach drużynowych, par i indywidualnych) i zagranicznych (w zawodach indywidualnych) w rozgrywkach pod egidą FIM oraz FIM Europe.

#### Mistrzostwa świata
Drużynowe mistrzostwa świata
- 1. miejsce (4):
  - 1961 –  Mieczysław Połukard
  - 1969 –  Henryk Glücklich
  - 1996 –  Tomasz Gollob
  - 2005 –  Piotr Protasiewicz
- 2. miejsce (3):
  - 1994 –  Jacek Gollob i Tomasz Gollob
  - 1997 –  Tomasz Gollob i Piotr Protasiewicz
  - 2001 –  Tomasz Gollob i Piotr Protasiewicz
- 3. miejsce (5):
  - 1962 –  Mieczysław Połukard
  - 1968 –  Henryk Glücklich
  - 1970 –  Henryk Glücklich
  - 1971 –  Henryk Glücklich
  - 1972 –  Henryk Glücklich

Drużynowe mistrzostwa świata juniorów
- 1. miejsce (5):
  - 2005 –  Krystian Klecha
  - 2006 –  Krzysztof Buczkowski
  - 2007 –  Krzysztof Buczkowski
  - 2022 –  Wiktor Przyjemski
  - 2023 –  Wiktor Przyjemski
- 3. miejsce (1):
  - 2010 –  Szymon Woźniak

Indywidualne mistrzostwa świata
- 1. miejsce (1):
  - 1993 –  Sam Ermolenko
- 2. miejsce (2):
  - 1991 –  Tony Rickardsson
  - 1999 –  Tomasz Gollob
- 3. miejsce (4):
  - 1997 –  Tomasz Gollob
  - 1998 –  Tomasz Gollob
  - 2001 –  Tomasz Gollob
  - 2009 –  Emil Sajfutdinow

Indywidualne mistrzostwa świata juniorów
- 1. miejsce (2):
  - 2007 –  Emil Sajfutdinow
  - 2008 –  Emil Sajfutdinow

#### Mistrzostwa Europy
Drużynowe mistrzostwa Europy juniorów
- 1. miejsce (1):
  - 2023 –  Wiktor Przyjemski

Mistrzostwa Europy par
- 2. miejsce (1):
  - 2021 –  Grzegorz Zengota

Mistrzostwa Europy par juniorów
- 1. miejsce (1):
  - 2022 –  Wiktor Przyjemski

Indywidualne mistrzostwa Europy
- 2. miejsce (1):
  - 2011 –  Tomasz Gapiński

Indywidualne mistrzostwa Europy juniorów
- 1. miejsce (1):
  - 2023 –  Wiktor Przyjemski

#### Pozostałe
Klubowy Puchar Europy
- 1. miejsce (3): 1998, 1999, 2001

Indywidualny Puchar Mistrzów
- 1. miejsce (1):
  - 1993 –  Tomasz Gollob

## Zawodnicy

### Kadra drużyny
Stan na 7 sierpnia 2025
| Kat.                                                   | Nar.            | Fed.            | Żużlowiec             | DMP (2SE) | DMPJ | Uwagi                                        |
| ------------------------------------------------------ | --------------- | --------------- | --------------------- | --------- | ---- | -------------------------------------------- |
| S                                                      | Polska          | Polska          | Krzysztof Buczkowski  | T         |      |                                              |
| S                                                      | Niemcy          | Niemcy          | Kai Huckenbeck        | T         |      |                                              |
| S                                                      | Polska          | Polska          | Daniel Jeleniewski    |           |      | Wypożyczony do Wilków Krosno                 |
| S                                                      | Rosja           | Ukraina         | Aleksandr Łoktajew    | T         |      |                                              |
| S                                                      | Polska          | Polska          | Szymon Woźniak        | T         |      |                                              |
| U24                                                    | Wielka Brytania | Wielka Brytania | Tom Brennan           | T         |      |                                              |
| U21                                                    | Polska          | Polska          | Hubert Gąsior         |           |      | Wypożyczony do Polonii Piła                  |
| U21                                                    | Polska          | Polska          | Bartosz Nowak         | T         | T    |                                              |
| U21                                                    | Polska          | Polska          | Jan Rompkowski        | T         | T    |                                              |
| U19                                                    | Polska          | Polska          | Kacper Andrzejewski   | T         | T    |                                              |
| U17                                                    | Polska          | Polska          | Emil Maroszek         | T         | T    |                                              |
| U17                                                    | Polska          | Polska          | Adam Putkowski        | T         | T    |                                              |
| U16                                                    | Polska          | Polska          | Maksymilian Pawełczak |           | T    | Do 21 września 2025 tylko zawody młodzieżowe |
| „” oznacza, że zawodnik został zgłoszony do rozgrywek. |                 |                 |                       |           |      |                                              |

## Derby Pomorza
Derby Pomorza to spotkania drużyn żużlowych z Torunia i Bydgoszczy. Dotychczas rozegrano 86 ligowych pojedynków derbowych, podczas których drużyna toruńska odniosła 50 zwycięstw nad bydgoszczanami, zespół z Bydgoszczy 34 razy pokonał drużynę z Torunia, a 2 spotkania zakończyły się remisem. Poza ligowymi potyczkami rozegrano także 4 spotkania w barażach o wejście do I ligi. Spotkania te odbyły się w 1973 i 1975. Bilans tych meczów to 2 zwycięstwa drużyny toruńskiej i 2 bydgoskiej.